# Llemotges
Llemotges o Limotges (Decat) (Limòtges/Lemòtges en occità, Limoges en francès) és una ciutat de França, capital del departament de l'Alta Viena i capital de la regió occitana del Llemosí. Situada a la vora dreta del riu Viena, el nucli antic és emplaçat damunt un promontori, al voltant de la catedral.
Gentilici
Els seus habitants s'anomenen limotjauds o lemotjauds en occità i Limougeauds en francès. El gentilici en català les seves diferents formes és «llemosí», «llemosina», «llemosins», «llemosines», igual que els habitants de la regió del Llemosí.

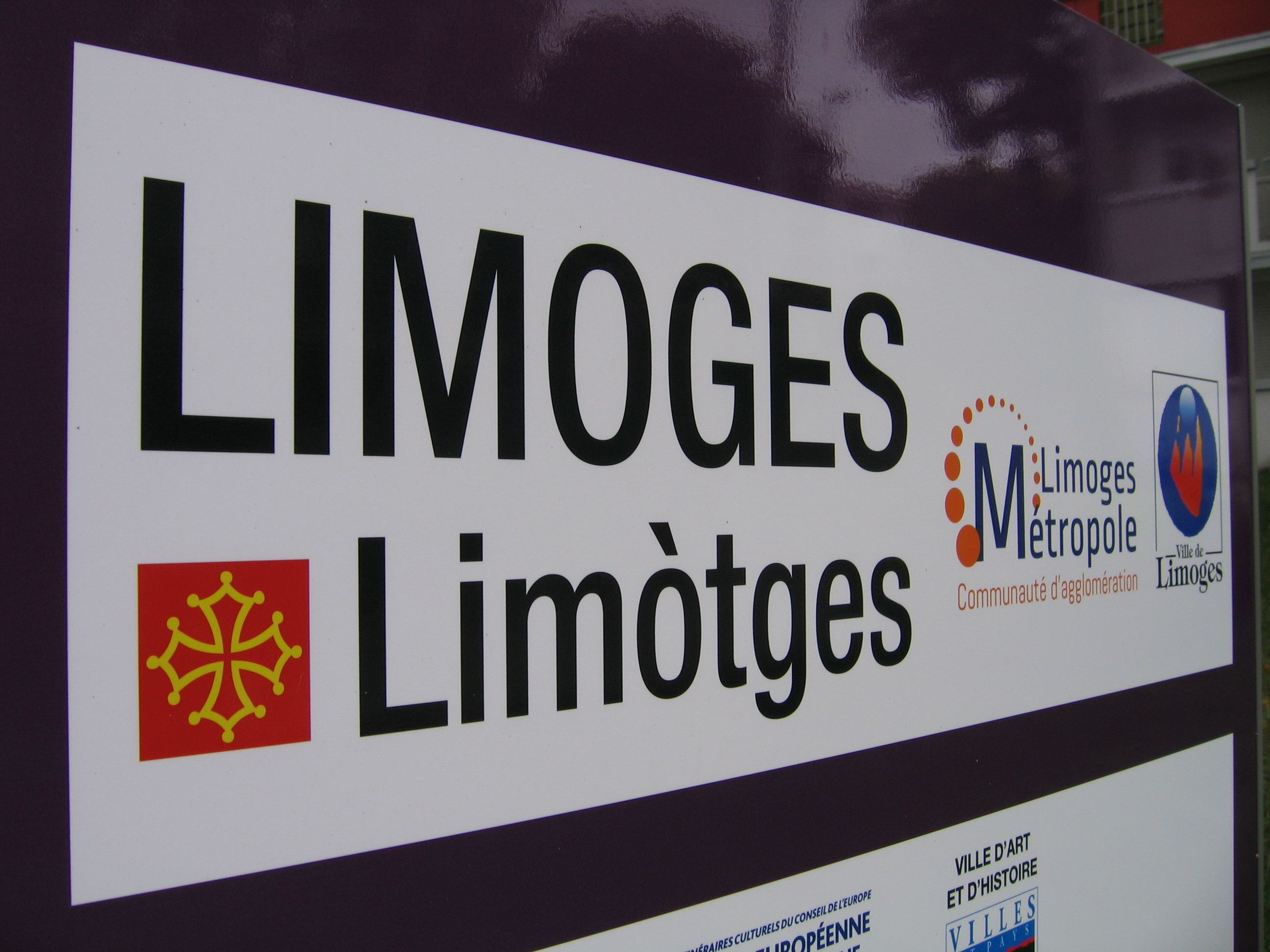
Limòtges (òc) / Limoges (fr)

## Economia
Té fàbriques de teixits, indústria alimentària, del calçat, del paper i de material elèctric i ferroviari i foneries.

## Arquitectura; història de l'artesania i l'art
El monument més important és la catedral, començada, en romànic, al segle xiii i acabada, en gòtic flamíger, al segle xv. L'antiga abadia de Sant Marçal fou un important centre de producció d'esmalts dins la tècnica del champlevé, especialment d'arquetes de coure en forma de naus d'església adornades amb figures esmaltades de blau intens o turquesa i vermell. Tingué el seu millor moment en els segles xii i xiii, i desaparegué en el segle xv. En el segle xvi fou creada una manufactura reial, on treballaren importants pintors. La descoberta de jaciments de caolí (1768) prop de Llemotges permeté la seva explotació per la manufactura de Sèvres amb vista a la fabricació de porcellana de pasta dura semblant a la de Meissen. El 1784 fou creada la manufactura de Llemotges, dependent de Sèvres.

## Demografia
| 1962                                       | 1968    | 1975    | 1982    | 1990    | 1999    | 2007    |
| ------------------------------------------ | ------- | ------- | ------- | ------- | ------- | ------- |
| 118.576                                    | 133.019 | 143.325 | 140.418 | 133.486 | 133.924 | 138.882 |
| Des de 1962: població sense dobles comptes |         |         |         |         |         |         |

## Administració
| Període   | Identitat             | Partit |
| --------- | --------------------- | ------ |
| 1912-1941 | Léon Betoulle         | SFIO   |
| 1941-1944 | André Faure           |        |
| 1944-1945 | Henri Chadourne       | PCF    |
| 1945-1947 | Georges Guingouin     | PCF    |
| 1947-1956 | Léon Betoulle         | PSD    |
| 1956-1990 | Louis Longequeue      | PS     |
| 1990-2014 | Alain Rodet           | PS     |
| 2014-     | Émile-Roger Lombertie | LR     |

## Agermanaments
- Grodno
- Plzeň
- Fürth
- Charlotte (Carolina del Nord)
- Seto

## Personatges il·lustres
- Leonard Barré (segle xvi) músic madrigalista.
- Pierre Martial Cibot (1727 - 1780) jesuïta, astrònom, historiador, missioner a la Xina
- Jean-Baptiste Foucaud (1747-1818), poeta occità
- M. Maleden, professor de música
- Sadi Carnot (1837-1894), president de França
- Maud Bonneaud o Maud Bonneaud-Westerdahl (1921-1991), artista multidisciplinar surreal que treballava l'esmalt, entre altres tècniques.
- Jan dau Melhau (1948), poeta occità.
- Pierre Combescot (1940 - 2017) escriptor, periodista i crític musical. Premi Goncourt 1991.